# Region Piura
Die Region Piura [pjuɾa] (span. Región Piura, Quechua Piwra suyu) ist eine Region im nordwestlichen Peru. Auf einer Fläche von 35.891 km² leben 1.844.100 Menschen (2015). Die Hauptstadt ist Piura. Region und Stadt wurden nach dem Fluss Río Piura benannt.

## Geographie
Die Region grenzt im Westen an den Pazifik sowie im Norden an Ecuador. Angrenzende Regionen Perus sind Cajamarca, Lambayeque und Tumbes.
Die Landschaft ist eher flach und geprägt von Wüstengebieten wie in der Provinz Sechura.
In dieser Region siedelte die Vicús-Kultur, die durch ihre Keramik- und Goldschmiede-Arbeiten bekannt war.

## Provinzen
Die Region unterteilt sich in acht Provinzen und 64 Distrikte.
| Provinz     | Hauptstadt  |
| ----------- | ----------- |
| Ayabaca     | Ayabaca     |
| Huancabamba | Huancabamba |
| Morropón    | Chulucanas  |
| Paita       | Paita       |
| Piura       | Piura       |
| Sechura     | Sechura     |
| Sullana     | Sullana     |
| Talara      | Talara      |